# Asamblea de Notables (Uruguay)
La Asamblea de Notables fue un organismo que funcionó como poder legislativo en Uruguay entre 1846 y 1851.

## Características
En 1846 el país se hallaba sumido en una guerra civil denominada Guerra Grande que había estallado en 1839. Esta situación política impidió efectuar elecciones, de las cuales emanaría la integración de las cámaras legislativas cuando concluyera el período de la 5.ª legislatura de diputados y senadores.
En este marco Joaquín Suárez, quien ejercía el Poder Ejecutivo en forma interina, decretó el 11 de febrero de 1846 la creación e integración de los organismos que debían oficiar como Poder Legislativo y de contralor del gobierno mientras no se reuniera la siguiente legislatura. Estos fueron llamados "Consejo de Estado" y "Asamblea de Notables". Este último se conformó con los miembros de las cámaras legislativas que cesaban en sus cargos, magistrados letrados del poder judicial, jefes militares, autoridades eclesiásticas y jefes de oficinas generales del estado uruguayo.

## Integración
| Nombre                    | Motivo por el cual la integra                   |
| ------------------------- | ----------------------------------------------- |
| Lorenzo A. Pérez          | Senador de la 5.ª legislatura                   |
| Ramón Naguer              | Senador de la 5.ª legislatura                   |
| Faustino López            | Senador de la 5.ª legislatura                   |
| Gabriel A. Pereira        | Senador de la 5.ª legislatura                   |
| Miguel Barreiro           | Senador de la 5.ª legislatura                   |
| Lorenzo Medina            | Senador de la 5.ª legislatura                   |
| Alejandro Chucarro        | Senador de la 5.ª legislatura                   |
| Benito J. Chain           |                                                 |
| Eusebio Cabral            | Diputado de la 5.ª legislatura                  |
| Gregorio Conde            | Diputado de la 5.ª legislatura                  |
| Hermenegildo Solsona      | Diputado de la 5.ª legislatura                  |
| Juan Miguel Martínez      | Diputado de la 5.ª legislatura                  |
| Juan Zufriategui          | Diputado de la 5.ª legislatura                  |
| Lorenzo Batlle            | Diputado de la 5.ª legislatura                  |
| Joaquín Sagra y Pérez     | Diputado de la 5.ª legislatura                  |
| Manuel Herrera y Obes     | Diputado de la 5.ª legislatura                  |
| José Encarnación de Zas   | Diputado de la 5.ª legislatura                  |
| Manuel Durán              | Diputado de la 5.ª legislatura                  |
| Román Cortes              | Diputado de la 5.ª legislatura                  |
| José María Plá            | Diputado de la 5.ª legislatura                  |
| José Luis de la Peña      | Diputado de la 5.ª legislatura                  |
| Pedro Pablo Vidal         | Diputado de la 5.ª legislatura                  |
| José Agustín Vidal        | Diputado de la 5.ª legislatura                  |
| Juan Gallardo             | Diputado de la 5.ª legislatura                  |
| Ildefonso Champagne       | Diputado de la 5.ª legislatura                  |
| José Ignacio Raíz         | Diputado de la 5.ª legislatura                  |
| José A. Zubillaga         | Diputado de la 5.ª legislatura                  |
| Tiburcio Cachón           | Diputado de la 5.ª legislatura                  |
| Pedro Antonio de la Serna | Diputado de la 5.ª legislatura                  |
| Esteban Nin               | Diputado de la 5.ª legislatura                  |
| Matías Tort               | Diputado de la 5.ª legislatura                  |
| Francisco Araucho         | Presidente del Superior Tribunal de Justicia    |
| Estanislao Vega           | Decano del Superior Tribunal de Justicia        |
| Andrés Lamas              | Juez Letrado de lo Civil Intestados             |
| Andrés Somellera          | Funcionario del Poder Judicial                  |
| Santiago Vázquez          | Ministro de Relaciones Exteriores               |
| Francisco J. Muñoz        | Ministro de Guerra y Marina                     |
| José de Béjar             | Ministro de Hacienda                            |
| Melchor Pacheco y Obes    | Coronel General de las Armas                    |
| Francisco Bauzá           | Brigadier General en ejercicio                  |
| Manuel Correa             | Jefe del Estado Mayor General                   |
| Santiago Labadera         | Jefe del Estado Mayor de la 1.ª. División       |
| Jacinto Estivao           | Jefe del Estado Mayor de la Columna del Uruguay |
| Francisco Tajes           | Jefe de Vanguardia                              |
| Francisco Fourmantiu      | Jefe de Artillería                              |
| César Díaz                | Coronel del 4.º. Batallón de Cazadores          |
| José Villagran            | Coronel del Batallón de Extramuros              |
| Juan C. Thiebaut          | Jefe de la 2.ª. Legión de GGNN                  |
| Juan Brie                 | Jefe del Regimiento de G.N. Cazadores Vascos    |
| Fermín Ferreira           | Cirujano Mayor del Ejército                     |
| Juan A. Lezica            | Jefe del 3.º de Línea                           |
| José María Muñoz          | Jefe del 8.º de Cazadores                       |
| José M. Solsona           | Jefe del 2.º. GGNN                              |
| Juan Andrés Gelly         | Jefe de la Legión Argentina                     |
| Bartolomé Mitre           | Jefe occidental de Artillería                   |
| Lorenzo Fernández         | Cura de San Francisco                           |
| José Benito Lamas         | Cura de la Iglesia Matriz                       |
| Manuel A. de Figueroa     | Contador General                                |
| Bruno Mas de Ayala        | Tesorero General                                |
| José A. Pozolo            | Coronel y Comisario General                     |